# М'яч для гольфу
М'яч для гольфу (an: Golf ball) спеціально створений для цієї гри і має специфічні фізичні та аеродинамічні характеристики. Його конструкція має, перш за все, задовольняти двом вимогам:
- забезпечувати високу міцність відносно багаторазових інтенсивних динамічних навантажень
- забезпечувати стійкість руху по траєкторії та максимальну дальність польоту при заданому ударному імпульсу навантаження.

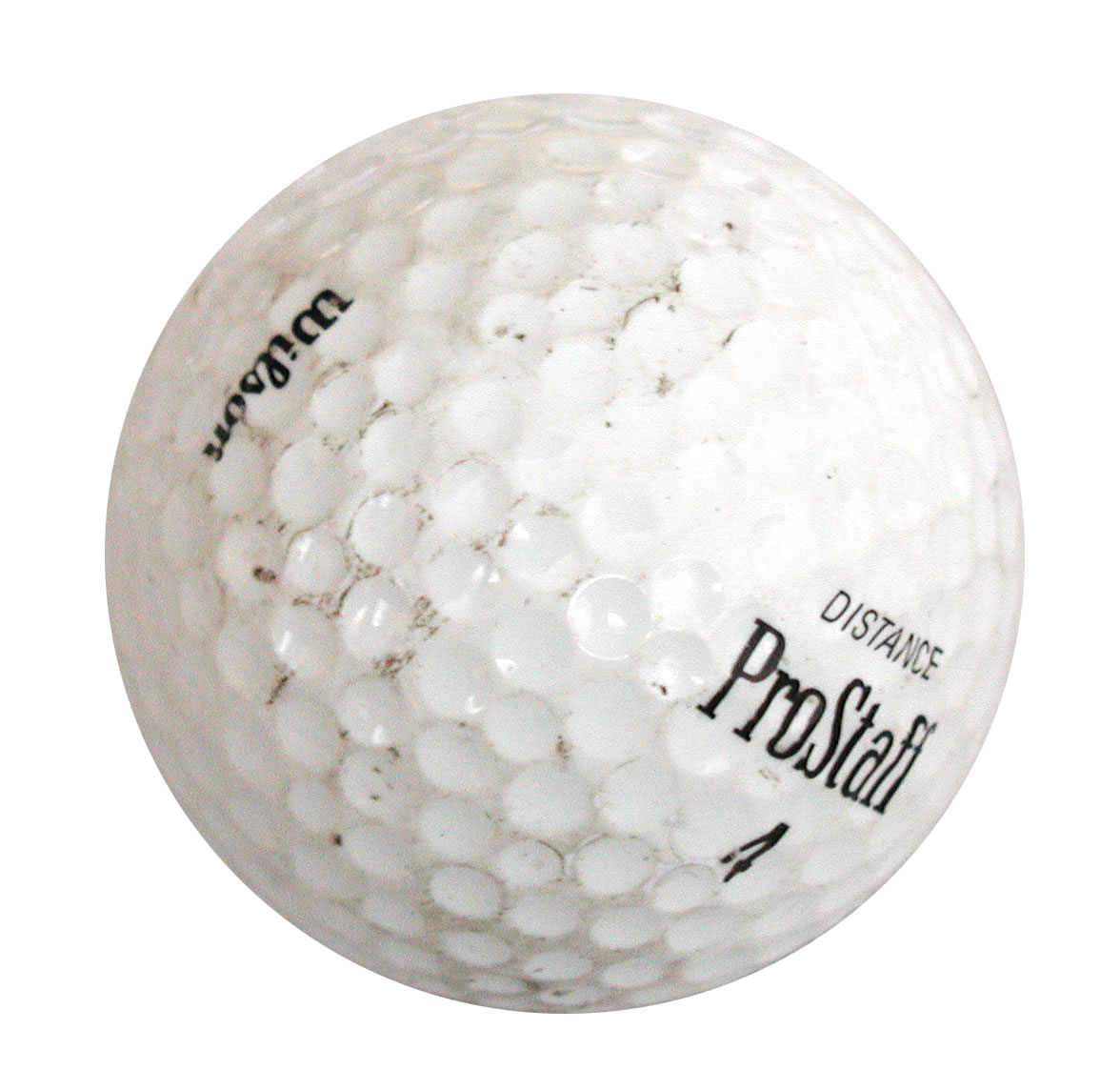
Вигляд сучасного м'яча для гольфу.

Цими вимогами зумовлено складність конструкції, особливості використаних матеріалів та специфічна форма поверхні м'яча. Гра в гольф надзвичайно популярна в багатьох країнах і останнім часом набуває популярності в Україні. Різним аспектам гри в гольф, в тому числі і опису особливостей гольфового м'яча, присвячено велику кількість публікацій. Значний обсяг інформації представлено, наприклад, в. Жодна спортивна гра не викликає такої зацікавленості науковців різних розділів науки, як гольф. З 1990 року регулярно проводяться міжнародні наукові конгреси, присвячені науковим проблемам розвитку гри. Останній сьомий такий конгрес відбувся в вересні 2014 року (https://web.archive.org/web/20141027063544/http://wscg2014.com.au/). з 2012 року видається науковий журнал (International Journal of Golf Science). Про високий інтерес до гольфу свідчить той факт, що в період з 2001 по 2005 рік в США було зафіксовано 750 патентів на винаходи, що стосувалися гри в гольф. Всім іншим видам спорту в цей період було присвячено лише 500 патентів. 

## Історія
Прообраз сучасного гольфу сформувався давно в Шотландії. Перші документальні свідчення відносяться до XII століття. Гра була досить популярною. В 1245 році король Георг (George) звинувачував підданих в тому, що вони мало уваги приділяють стрільбі із лука оскільки багато часу витрачають на гру в гольф. На початку в грі використовувались дерев'яні ключки та м'ячі. В 1618 році з'явилися м'ячі з гусячого пір'я, які вироблялися по цікавій технології. Мішечок із зволоженої шкіри заповнювався змоченим гусячим пір'ям і залишався сохнути. З випаровуванням вологи шкіра стискалася, а пір'я розпухало. В решті формувався придатний для гри м'яч. Такий м'яч був досить шорстким. Він розфарбовувався і позначався знаком майстра-виробника. Такі м'ячі були дуже дорогі, що стримувало їх використання та поширення гри.
Наступний крок в покращенні м'яча було зроблено в 1848 році, коли для виготовлення м'ячів почали використовувати гутаперчу. Цей природний матеріал, подібно до каучуку, при нагріві дозволяв легко створювати сферичні об'єкти і використовувати їх як м'яч для гольфу. Нові м'ячі були гладенькими. Виявилося, що саме цим зумовилося зменшення дистанції, на яку можна було відправити м'яч ударом ключки. Цей показник був важливим для гравців в гольф. Перший офіційний рекорд дальності польоту м'яча, зафіксований в 1836 році, становив 361 ярдів.
Спостереження за поведінкою гутаперчевих м'ячів показало, що новий гладенький м'яч часто летить гірше ніж м'яч з деформованою при використанні в грі поверхнею. Цей чисто емпіричний факт стимулював аматорське нанесення на поверхню м'яча різних зарубок. Згодом негладкі м'ячі почали вироблятися з використанням відповідних форм. Перехід до масового виробництва м'ячів забезпечив широке розповсюдження гри.
Наступним кроком в розвитку методів виробництва м'ячів було створення м'яча з гумовим покриттям. Такі м'ячі з'явилися в 1898 році. Вони не відразу почали широко використовуватись, оскільки вважались більш ковськими на зеленому килимі. Характерна картина лунок на поверхні м'яча сформувалась в 1908 році. В наш час існує досить розвинена індустрія, пов'язана з матеріальним забезпеченням гравців в гольф. При створенні м'ячів використовуються різні новітні матеріали, ускладнено будову м'яча. Склад і властивості матеріалів часто є комерційною таємницею.

## Формування і вимоги стандартів
Розвиток гольфу як гри, що популярна в багатьох країнах та визнання гольфу олімпійським видом спорту зумовлюють формування єдиних вимог (стандартів) до виробництва спорядження для гольфу та гольфових м'ячів. Ці вимоги стосуються:
- Ваги гольфового м'яча
- Розміру м'яча
- Максимальної початкової швидкості м'яча
- Надійності збереження сферичної форми та симетрії.

Визначення таких обмежень для характеристик м'ячів є частиною загального документу ПРАВИЛА ДЛЯ ГОЛЬФУ, що визначаються двома організаціями: група міжнародних компаній (The R&A) та Асоціація гольфу США (United State Golf Association). Узгоджені між ними правила видаються з 1952 року і переглядаються кожні чотири роки. Що стосується гольфового м'яча цими правилами встановлено :
- Діаметр м'яча не може бути меншим 1.680 дюйма (42.67 мм)
- Вага м'яча не повинна перевищувати 1.620 унції (45.93 г)
- Обмежуються також радіус та глибина лунок
- Обмежуються початкова швидкість м'яча та дистанція польоту при проведенні тестів на спеціальних стендах.

## Внутрішня структура
Гутаперчеві гольфові м'ячі були по суті двошаровими з внутрішнім твердим або рідким заповненням. Сучасні гольфові м'ячі виготовляються з використанням природних та синтетичних матеріалів. М'ячі розрізняють по кількості шарів. Двошарові м'ячі виготовляються з твердої гуми всередині та іономерного покриття. Тришаровий м'яч має тверде або рідке ядро та підкріплений гумовими нитками прошарок. Досить м'яке зовнішнє покриття виготовляється з матеріалу, що одержав назву "балата" за назвою дерева, з соку якого виробляють латекс. З 1970 року внутрішнє наповнення гольфового м'яча було покращено за рахунок використання такого матеріалу як полібутаділен армований цинком. Технологія виготовлення такого тришарового м'яча дуже складна і виробничий цикл триває майже місяць. Такі м'ячі дуже дорогі). Різні типи заповнень м'яча представлено в http://dailylife.su/myachi-dlya-golfa-v-razreze/ [Архівовано 31 жовтня 2014 у Wayback Machine.].

## Особливості аеродинаміки
Серед сукупності наукових задач, що виникають при дослідженні різних аспектів гри в гольф особливості динаміки м'яча викликають особливий інтерес. Цій проблематиці присвячено дуже цікаву статтю видатного вченого Джі. Джі. Томсона (J.J. Thomson), надруковану на початку 20 століття . Цей збірник наукових праць доступний в Інтернет
(https://archive.org/stream/popularsciencemo78newyuoft#page/2/mode/2up)

Контакт клюшки з м'ячем триває, як правило, менше 10 мікросекунд і під час контакту визначаються швидкість м'яча, кут, під яким починається його рух, та швидкість його обертання. Саме ці початкові умови визначають рух м'яча по траєкторії та його поведінку після приземлення. На приведеному зображенні м'яча видно, що його поверхня вкрита луночками. В історичному нарисі відмічався давно встановлений емпірично факт, що шорсткість м'яча забезпечує його проліт на більшу відстань. По суті це означає, що шорсткий м'яч зустрічає менший опір при русі в повітрі. Якщо це так, то виникає питання чому інші об'єкти, що рухаються в повітрі не мають таких лунок на своїй поверхні? Сучасне розуміння закономірностей обтікання тіл при русі в рідині і газі дає вичерпну відповідь на це питання. Для цього слід розглянути спочатку дані про значення коефіцієнту опору для двох типів сфер. Ці дані представлені на рисунку. Тут синьою лінією відображено зміну опору для гладкої сфери, а червоною для сфери з лунками. 

Коефіцієнти опору для гладкої сфери та сфери з лунками в залежності від числа Рейнольдса. Експериментальні дані.

Величина коефіцієнту опору тіла в рідині чі газі визначає відношення сили опору до певної сили, величина якої визначається характеристиками потоку та геометрією тіла. Величину коефіцієнта можна обчислити за формулою {\displaystyle C_{d}={\frac {F_{d}}{{\frac {1}{2}}\rho v^{2}S}}}. Тут {\displaystyle F_{d}} -складова вектора сили, що діє на тіло, в напрямку руху тіла, {\displaystyle \rho } -густина рідини,{\displaystyle v} -швидкість руху тіла або швидкість потоку, що набігає на тіло, {\displaystyle S} -площа проєкції тіла на площину, перпендикулярну напрямку руху. Для сфери радіуса {\displaystyle r} ця площа обчислюється за формулою {\displaystyle S=\pi r^{2}}.

Для розуміння такого специфічного ефекту зміни коефіцієнту опору слід звернутися до даних про структуру потоку навколо сфери. На рисунку схематично представлено структуру потоку навколо сфери при різних значеннях числа Рейнольдса (швидкості набігаючого потоку). 

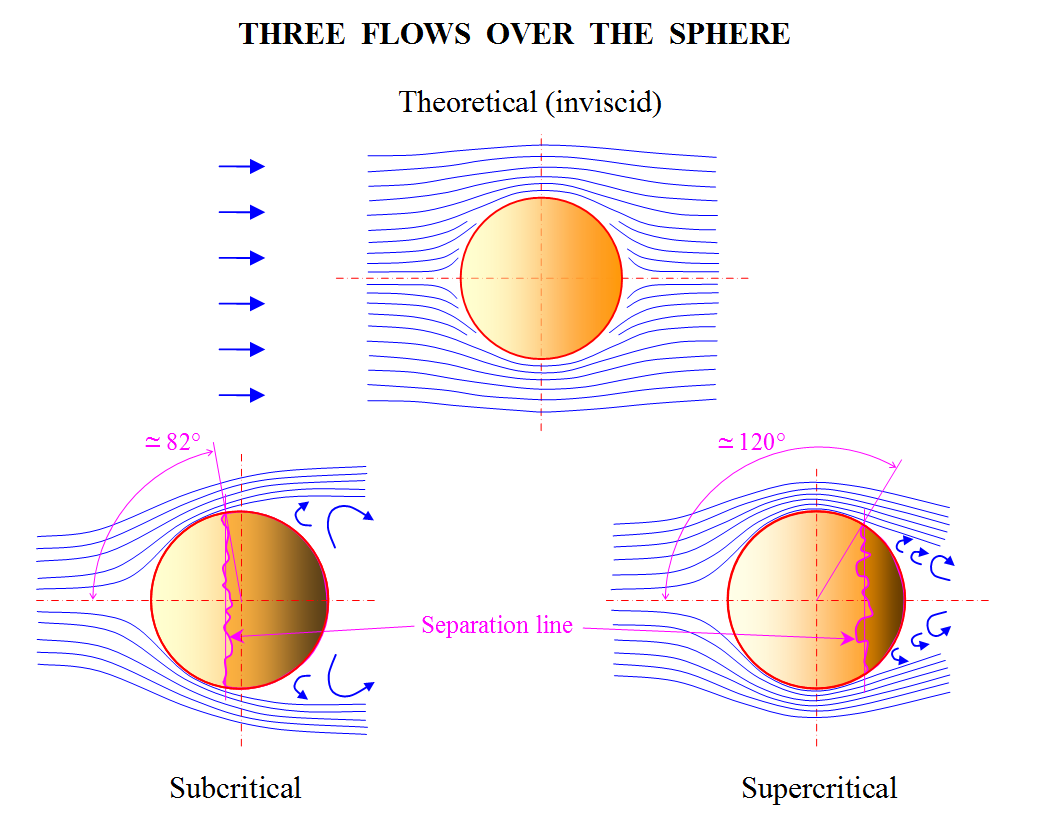
Характерні типи потоків навколо сфери при різних швидкостях

На верхньому зображенні показано характер руху частинок рідини або газу навколо сфери в ідеальних умовах відсутності в'язкості. В цьому випадку опір рухові сфери взагалі вдсутній (Парадокс Д'Аламбера).
В реальній в'язкій рідині для малих чисел Рейнольдса, як видно з рисунку для {\displaystyle C_{d}}, існує досить значний опір, величина якого повністю визначається в'язкістю. Те що для відносно малих чисел Рейнольдса коефіцієнт {\displaystyle C_{d}} зменшується з ростом швидкості не означає, що зменшується по величині сила опору. Це лиш вказує на те, що для {\displaystyle Re<10^{3}} сила опору пропорційна швидкості. В інтервалі чисел Рейнольдса, де коефіцєнт {\displaystyle C_{d}} майже постійний, сила опору пропорційна квадрату швидкості. Для характеристики гольфового м'яча важливим є той діапазон чисел Рейнольдса, де червона крива визначає менші значення коефіцієнту опору. Така ситуація досягається саме за рахунок луночок на поверхні сфери і в цьому діапазоні опір покритої луночками сфери дійсно менший ніж у гладкої.
Явище різкого падіння коефіцієнту опору зі зростанням швидкості потоку визначають як кризу опору. Це явище було експериментально відкрите відомим французьким інженером Ейфелем в 1912 році.
Інтервал чисел Рейнольдса, для яких шорсткий гольфовий м'яч має менший опір ніж гладкий визначається нерівністю {\displaystyle 4\cdot 10^{4}<Re<3.6\cdot 10^{5}}. В звичайних умовах гри це відповідає діапазону швидкостей м'яча {\displaystyle 15m/c<V<130m/c} . Цей діапазон швидкостей практично включає швидкості м'яча при грі в гольф. Максимальна швидкість м'яча після удару професіонала досягає величини порядка 70 м/с. Для розуміння фізичної причини зменшення опору слід звернутися до рисунку, де зображено структуру так званої відривної течії. Чим більша частина поверхні сфери знаходиться в області збуреної течії (показана закрученими стрілочками) тим більший опір виникає при русі сфери. Наявність луночок на поверхні м'яча дозволяє реалізуватися течії, показаній на третьому зображенні, де область відриву потоку значно зменшується.
Для загальної характеристики аеродинамічних властивостей гольфового м'яча слід врахувати також вплив ефекту Магнуса. Крім поступального руху гольфовий м'яч досить швидко обертається, що призводить до виникнення додаткової підйомної сили, яка сприяє збільшенню відстані польоту м'яча при заданому ударі. Як показали лабораторні дослідження для шорсткого м'яча з характерною для гольфового м'яча глибиною луночок підйомна сила може досягати по величині половини ваги самого м'яча. Для гладкого м'яча ефект Магнуса може викликати навіть появу від'ємної підйомної сили . Детальний фізичний аналіз аеродинаміки м'яча для гольфу приведено в http://www.aerospaceweb.org/question/aerodynamics/q0215.shtml [Архівовано 8 листопада 2020 у Wayback Machine.].